# 晏维龙
晏维龙（1966年5月—），安徽含山人，二级教授、博士生导师，中国审计学会第七，八届理事会副会长。享受国务院特殊津贴专家。

## 教育经历
- 1987年8月，毕业于安徽机电学院（现安徽工程大学）机械系热加工专业。
- 1993年9月至1996年4月，在安徽财贸学院（现安徽财经大学）贸易经济系研究生学习
- 1996年9月至1999年7月，在中国人民大学工商管理学院产业经济学专业在职博士研究生学习。
- 1999年10月至2001年8月，在中国人民大学法学院从事博士后研究。

## 工作经历
- 1987年8月，毕业后在上海益丰搪瓷总厂蚌埠联营厂工作。
- 硕士研究生毕业后，在南京经济学院（现南京财经大学）贸易经济系任教。
- 2000年8月起，先后任南京经济学院经济与统计学院副院长，电子商务系副主任，国际贸易学院副院长，国际经贸学院院长。
- 2004年12月，任无锡商业职业技术学院院长。
- 2006年2月，任淮海工学院（现江苏海洋大学）院长。
- 2013年9月，任南京审计学院院长[2]。
- 2016年3月，任南京审计大学校长[3]。
- 2017年7月，任南京审计大学党委书记[4]。
- 2024年4月-7月，任南京财经大学副校长。[5]

## 荣誉
主持国家社会科学基金重点项目、面上项目，国家自然科学基金，江苏省社科基金重大项目，科技部软科学研究课题等课题10余项，先后获江苏省优秀教学成果一等奖、国家级优秀教学成果二等奖、教育部第七届高等学校科学研究优秀成果（人文社会科学）一等奖等。所讲授的《贸易经济学》和《现代企业经营管理》于2005年获国家级精品课程。

## 学术兼职
教育部经济与贸易教学指导委员会委员，江苏省高等学校经济学学科教学指导委员会副主任。同时也是江苏省第十一、十二次党代会代表，江苏省第十三届人大代表、常委会财经委员会委员，南京市第十四届政协委员。